# フェデリコ・ビニャス
フェデリコ・セバスティアン・ビニャス・バルボーサ（Federico Sebastián Viñas Barboza, 1998年6月30日 - ）は、ウルグアイ・モンテビデオ県モンテビデオ出身のプロサッカー選手。レアル・オビエド所属。ポジションはFW。

## 来歴
2018年シーズンにセグンダ・ディビシオン・プロフェシオナル (2部リーグ)に所属していたCAフベントゥ・デ・ラス・ピエドラスのトップチームに昇格し、同年4月8日のセントラル・エスパニョールFC戦でプロデビュー。5月12日のCAレンティスタス戦でプロ初ゴールを記録。同年シーズンは5ゴールを決め、一部復帰に貢献。2019年シーズンは、シーズン途中まで5ゴールを決めた。
2019年8月29日、クラブ・アメリカへのローン移籍が決定。新天地でも活躍を見せ、2020年2月15日のCFアトラス戦では2ゴールを決める活躍を見せ、ラ・リーガの複数のチームが、ビニャスの獲得に興味を示していると報じられた。
2020年5月30日、クラブ・アメリカに完全移籍となり、5年契約を結んだ。
2024年8月29日、レアル・オビエドにレンタル移籍した。

## 代表経歴
2020年に2020年東京オリンピック出場を懸けたCONMEBOLプレオリンピック大会に、U-23ウルグアイ代表として出場。グループリーグのボリビア戦でゴールを記録。代表は決勝リーグに勝ち進んだものの、ブラジルとアルゼンチンの前に屈し、オリンピック出場はならなかった。
2023年11月16日、2026 FIFAワールドカップ・南米予選のアルゼンチン代表戦でA代表初出場。